# Attulus floricola
Espèce
Synonymes
- Euophrys floricola C. L. Koch, 1837
- Calositticus floricola (C. L. Koch, 1837)
- Maturna litoralis C. L. Koch, 1850
- Euophrys pratincola Ohlert, 1867
- Attus mancus Thorell, 1873
- Attus palustris Peckham & Peckham, 1883
- Attulus floricola palustris (Peckham & Peckham, 1883)
- Attus sylvestris Emerton, 1891
- Sitticus floricola orientalis Strand, 1906
- Attus sexsignatus Franganillo, 1910
- Attus naucus Simon, 1937

Attulus floricola est une espèce d'araignées aranéomorphes de la famille des Salticidae.

## Distribution
Cette espèce se rencontre en zone holarctique.

## Description

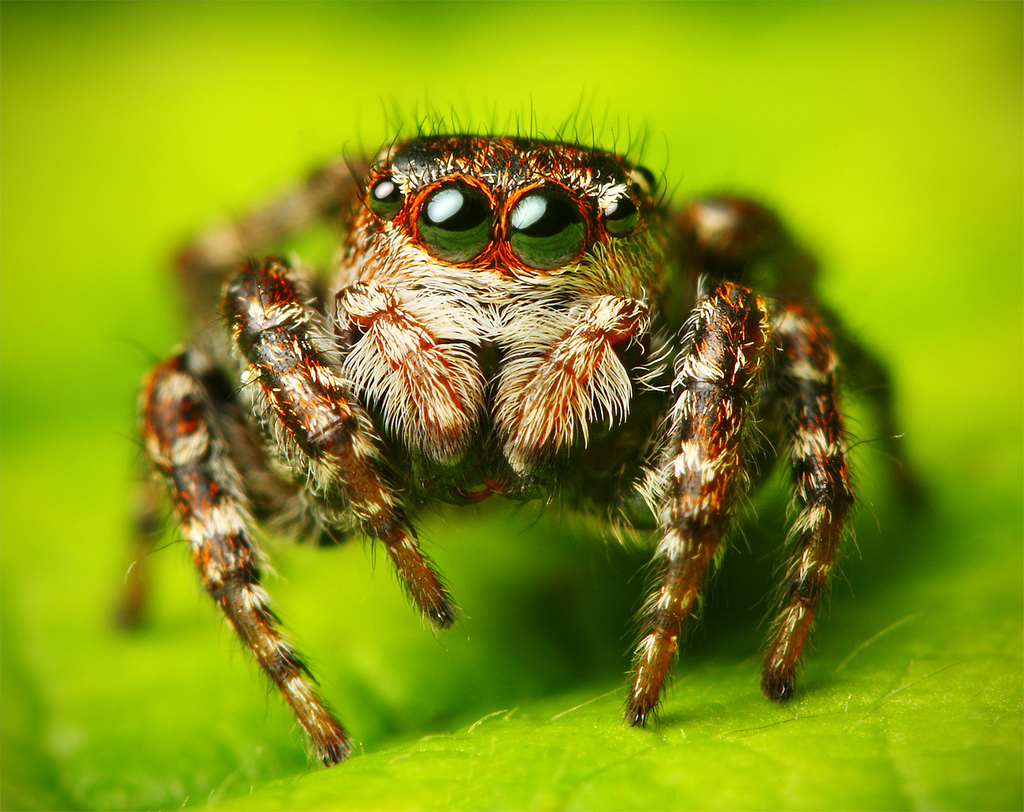
Attulus floricola

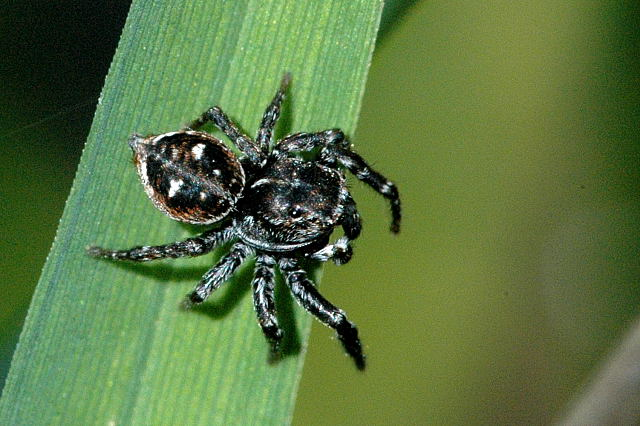
Attulus floricola

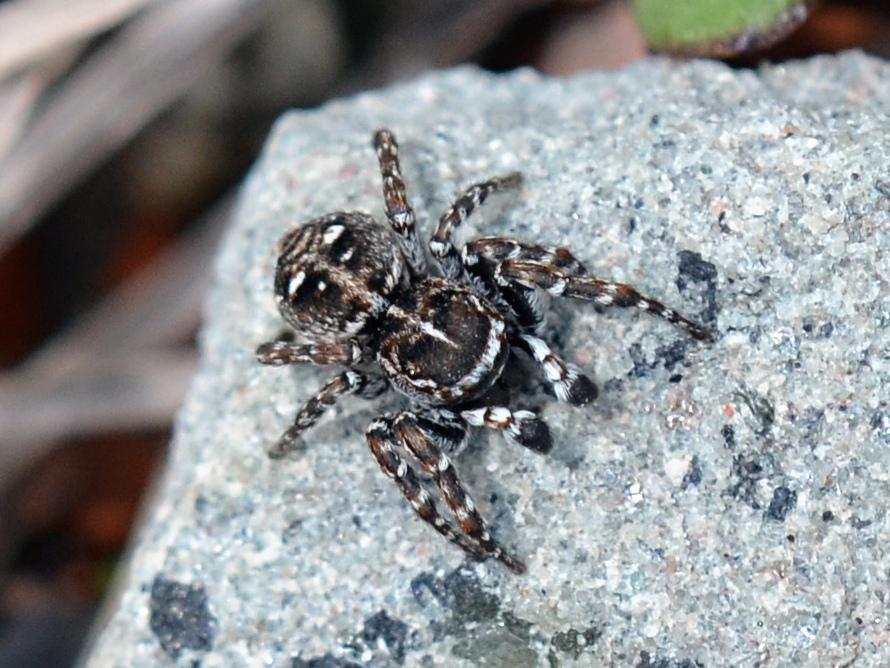
Attulus floricola

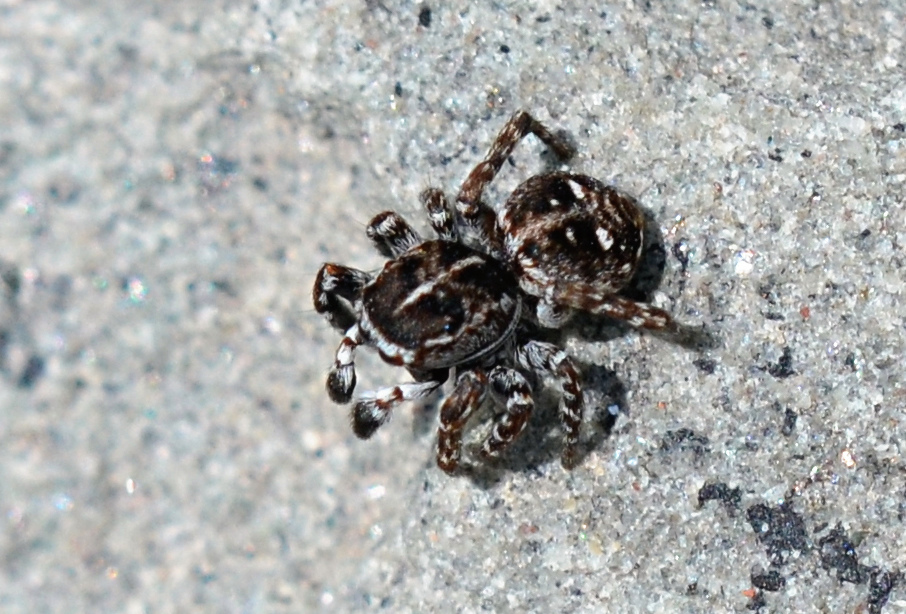
Attulus floricola

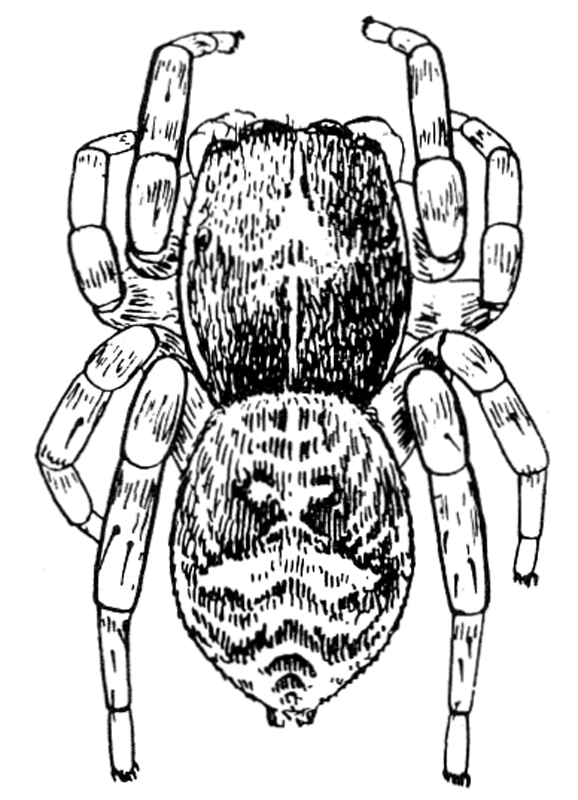
Attulus floricola

Les mâles mesurent de 3,3 à 7,5 mm et les femelles de 4,9 à 6,5 mm.

## Publications originales
- C. L. Koch, 1837 : Übersicht des Arachnidensystems. Nürnberg, vol. 1, p. 1-39 (texte intégral).